# Mauritzgatan
Mauritzgatan (finska: Maurinkatu), är en gata i stadsdelen Kronohagen i södra Helsingfors. Gatan sträcker sig från Bokarbetaregatan till Manegegatan. Väster om gatan ligger Norra kajen. Gatan har fått sitt namn efter Gustaf Mauritz Armfelt (1757-1814). I hörnet av Mauritzgatan och Elisabetsgatan har ursprungligen legat ett trähus ägt av familjen Armfelt. Vid gatans södra del ligger Elisabetsskvären.

## Byggnader

### Mauritzgatan 2
Bostadshuset Elisabeth i fem våningar ritat av den finländske arkitekten Gustaf Estlander. Huset, som är byggt i jugendstil mellan åren 1903 och 1904, sträcker sig från Mauritzgatan till Manegegatan och Sjötullsgatan.

### Mauritzgatan 4
Ett bostadshus i fem våningar ritat av arkitekt Heikki Kaartinen. Bostadshuset, som bär namnet Suomela, representerar jugendstil och stod färdigt år 1911.

### Mauritzgatan 6
Svenska klubbens hus i hörnet av Mauritzgatan och Elisabetsgatan. Huset har ursprungligen fungerat som privatbostad. Huset byggdes av ingenjör Ossian Donner år 1900. Byggnaden planerades av arkitekt Waldemar Aspelin efter ritningar av den skotske arkitekten Sir Robert Lorimer. Husets förebild var Skottland som var Donners hustrus Violet McHutchens hemland. Donner sålde huset till Svenska Klubben i Helsingfors år 1931.

## Tvärgator
- Kristiansgatan
- Kronohagsgatan
- Elisabetsgatan